# Mario Stiebitz
Mario Stiebitz (* 1962 in Ost-Berlin) ist ein deutscher Serienmörder, der in der DDR im Jahr 1985 wegen fünffachen Mordes zu lebenslanger Haft verurteilt wurde. Im Jahr 2024 erfolgte nach fast vierzig Jahren eine Haftunterbrechung aufgrund seines Gesundheitszustandes.

## Vorgeschichte
Mario Stiebitz wuchs in Ost-Berlin auf. Nach dem Schulabschluss absolvierte er eine Lehre als Elektromonteur. Danach leistete er seinen Grundwehrdienst bei der Nationalen Volksarmee ab, wo er dann als Berufssoldat blieb und bis zu seiner Festnahme den Rang eines Feldwebels erreicht hatte. Er war auf dem Militärflugplatz Cölpin bei Neubrandenburg stationiert.

## Taten
Mario Stiebitz beging innerhalb eines Jahres insgesamt fünf Morde. Seine Opfer waren vier Schulkinder und ein Erwachsener.
Seinen ersten Mord beging er am 16. Juli 1983 in Neubrandenburg, als er einen 22-jährigen Mann auf einer Parkbank erstach. Dieser war nach einem Gaststättenbesuch dort angetrunken eingeschlafen. Die Leiche versteckte er in einem Gebüsch in der Nähe eines Ziegengeheges, wo sie von Passanten am 1. August 1983 entdeckt wurde. Am 26. Juli 1983 erstach Stiebitz einen 9-jährigen Schüler in der Nähe des Neubrandenburger Tollensesees. Für diese beiden Morde war Anfang August 1983 zunächst Karl-Heinz D., ein alkoholkranker polizeibekannter Rowdy aus Neubrandenburg, festgenommen worden. D. hatte sich am 16. Juli mit dem 22-jährigen Mordopfer in einer Gaststätte geprügelt, sodass die Spurensicherung anschließend seine Blutgruppe auf der Jacke des Toten feststellen konnte. Zudem war D. am 26. Juli in angetrunkenem Zustand in unmittelbarer Nähe des Sees gesehen worden, wo sich gleichzeitig auch der 9-jährige Schüler aufgehalten hatte. Karl-Heinz D. gestand am 7. August 1983 auch aufgrund seiner alkoholbedingten Amnesie schließlich beide Morde und wurde wenige Monate später zu lebenslanger Haft verurteilt. Erst im August 1984 wurde er aufgrund erwiesener Unschuld wieder aus der Haft entlassen.
In der Nacht zum 3. September 1983 streifte Stiebitz auf der Suche nach einem Opfer durch Strasburg, als er einen offensichtlich betrunkenen jungen Mann bemerkte, der ein Haus betrat. Mit Hilfe einer in der Nähe befindlichen Leiter kletterte er durch ein offenes Fenster in das Schlafzimmer des Mannes und griff ihn an, doch das Opfer wehrte sich und weckte dadurch seine Eltern auf. Stiebitz flüchtete daraufhin und ließ sein Messer liegen. Der junge Mann erstattete Anzeige bei der Polizei, doch da er zum Zeitpunkt des Angriffs betrunken gewesen war, konnte er keine genauere Beschreibung seines Angreifers geben.
Am 23. September 1983 erstach Stiebitz zwei 9 und 10 Jahre alte Brüder, denen er zufällig beim Pilzesammeln in einem Waldstück bei Oranienburg (Borgsdorf) begegnet war. Am 7. Februar 1984 entführte Stiebitz einen 6-jährigen Schüler, der sich auf dem Nachhauseweg von einer Kaufhalle in einem Neubrandenburger Neubaugebiet befand, wo sein Vater noch Zigaretten kaufte. Stiebitz griff den Jungen im Hausflur an und erwürgte ihn dort.

## Entdeckung und Verurteilung
Am 8. Juli 1984 suchte Stiebitz am Kiessee bei Schildow, knapp nördlich der Stadtgrenze von Berlin, nach neuen Opfern. Er griff dort zwei 10-jährige Jungen an, diese konnten sich allerdings beide von ihm losreißen und erzählten ihren Eltern davon. Der Vater eines der Jungen eilte mit mehreren Bekannten daraufhin an den See und konnte Stiebitz dort bis zum Eintreffen der Polizei gewaltsam festhalten.
Stiebitz wurde in Untersuchungshaft gebracht. Nach einigen Tagen gab er ein schriftliches Geständnis ab, wobei noch weitere von ihm einst geplante und begangene Straftaten zum Vorschein kamen. In seiner Wohnung in Ost-Berlin fanden die Ermittler zudem ein Buch mit der Aufschrift Geheime Privatsache, worin Stiebitz alle Morde sehr detailliert niedergeschrieben hatte.
Mario Stiebitz wurde am 19. November 1985 vom Bezirksgericht Neubrandenburg wegen Mordes in fünf Fällen, versuchten Mordes in einem Fall und wegen geplanten Mordes in 20 Fällen zu lebenslanger Haft verurteilt. Er war zunächst in der Justizvollzugsanstalt Bautzen inhaftiert. Im November 2013 lehnte die Generalstaatsanwaltschaft Berlin ein von Stiebitz eingereichtes Gesuch auf vorzeitige Haftentlassung ab. Da die Staatsanwaltschaft Berlin im Jahr 2024 zu der Einschätzung kam, dass aufgrund seines Gesundheitszustandes eine Gefährdung von Menschen eher unwahrscheinlich sei, wurde am 4. April 2024 die Vollstreckung der lebenslangen Haft nach fast vierzig Jahren ausgesetzt.